# Крісант Боск
Крісант Боск (ісп. Crisant Bosch, 26 грудня 1907, Барселона, Каталонія, Іспанія — 13 квітня 1981, Барселона) — іспанський футболіст, що грав на позиції нападника. По завершенні ігрової кар'єри — тренер. Учасник другого чемпіонату світу.

## Клубна кар'єра
У дорослому футболі дебютував 1926 року виступами за команду клубу «Юпітер», в якій провів один сезон. Протягом 1927—1928 років захищав кольори команди клубу «Тарраса».
1928 року перейшов до клубу «Еспаньйол», за який відіграв 15 сезонів.  У цей час його команда двічі перемагала в національному кубку. Завершив професійну кар'єру футболіста виступами за команду «Еспаньйол» у 1943 році. Всього в елітній лізі іспанського футболу провів 130 матчів, забив 23 голи.

## Виступи за збірну
1929 року дебютував в офіційних матчах у складі національної збірної. Відзначився забитим м'ячем у ворота команди Болгарії. 21 травня 1933 року іспанці здубули найбільшу перемогу в своїй історії, забивши балканській команді тринадцять голів. 
У складі збірної був учасником чемпіонату світу 1934 року в Італії, на поле виходив у додатковому матчі чвертьфіналу проти господарів поля. Протягом кар'єри у національній команді, яка тривала 6 років, провів у формі головної команди країни 8 матчів, забивши 1 гол.

## Кар'єра тренера
У першій половині 40-х років двічі очолював «Еспаньйол». Першого разу, відразу після завершення ігрової кар'єри замінив Педро Соле. Вдруге, був головним тренером у другій половині сезону 1945/46 і першому колі наступного чемпіонату. Всього під його керівництвом «Еспаньйол» у Прімері провів 47 матчів: 16 перемог, 7 нічиїх і 24 поразки.

## Досягнення
- Переможець кубка Іспанії (2): 1929, 1940
- Чемпіон Каталонії (4): 1929, 1933, 1937, 1940